# Michele Gobbi
Michele Gobbi (* 10. August 1977 in Vicenza) ist ein ehemaliger italienischer Radrennfahrer.
Michele Gobbi begann seine Karriere 2000 beim Radsport-Team Mobilvetta Design. 2002 wechselte er zum italienischen Rennstall De Nardi. Dort konnte er ein Jahr später seine ersten Erfolge feiern. Zunächst gewann er eine Etappe beim Giro del Trentino und anschließend die beiden Eintagesrennen Gran Premio Industria e Commercio Artigianato Carnaghese und Trofeo Città di Castelfidardo. In der nächsten Saison gewann er den Giro del Friuli. 2005 fuhr Gobbi für Domina Vacanze und 2006 für das deutsch-italienische ProTour-Team Milram.
Am 8. Oktober 2006 stürzte Gobbi beim GP Beghelli 17 Kilometer vor dem Ziel schwer und wurde mit lebensgefährlichen Kopfverletzungen in ein Krankenhaus nach Bologna  gebracht.

## Erfolge
2003
- eine Etappe Giro del Trentino
- Gran Premio Industria e Commercio Artigianato Carnaghese
- Trofeo Città di Castelfidardo

2004
- Giro del Friuli

## Teams
- 2000 Mobilvetta Design-Rossin
- 2001 Mobilvetta Design-Formaggi Trentini
- 2002 De Nardi-Pasta Montegrappa
- 2003 De Nardi-Colpack
- 2004 De Nardi
- 2005 Domina Vacanze
- 2006 Team Milram

...
- 2008 Preti Mangimi
- 2009 FWR Bata Ciclismo